# Cal Ferrer (la Vall de Bianya)
Cal Ferrer és una casa al petit nucli de Sant Salvador de Bianya (la Garrotxa) presidit per l'església de Sant Salvador i enganxada a ella pel costat oest. És de planta quadrada i teulat a dues aigües amb les cornises de rajoles, i teules pintades amb motius geomètrics vermells i blancs. Disposa de planta baixa i dos pisos superiors. Va ser bastida amb carreus ben tallats remarcant els cantoners i els de les obertures. Durant alguns anys va fer la funció de casa rectoral i actualment s'utilitza com a casa de colònies.
Llindes
- Façana sud, dos finestres: 1770 i 1778
- Façana nord, porta principal:17 (corona) 77
- Façana est: 1777 i 1779
- Façana est, una finestra: 1665 / IOAN FERRER / (símbols de ferrer)

Per les dates que ens donen les llindes, aquest edifici va ser bastit durant la segona meitat del segle xviii (1770,1777,1778 i 1779), possiblement damunt d'un edifici més antic; a ell correspondria la llinda de l'any 1665.